# Дъглас (окръг, Орегон)
Вижте пояснителната страница за други населени места с името Дъглас.
Окръг Дъглас (на английски: Douglas County) е окръг в щата Орегон, Съединени американски щати. Площта му е 13297 km², а населението - 100399 души (2000). Административен център е град Роузбърг.

## Градове
- Глендейл
- Дрейн
- Елктън
- Йонкала
- Кениънвил
- Мъртъл Крийк
- Оукланд
- Ридъл
- Рийдспорт
- Съдърлин
- Уинстън